# クルタ計算機

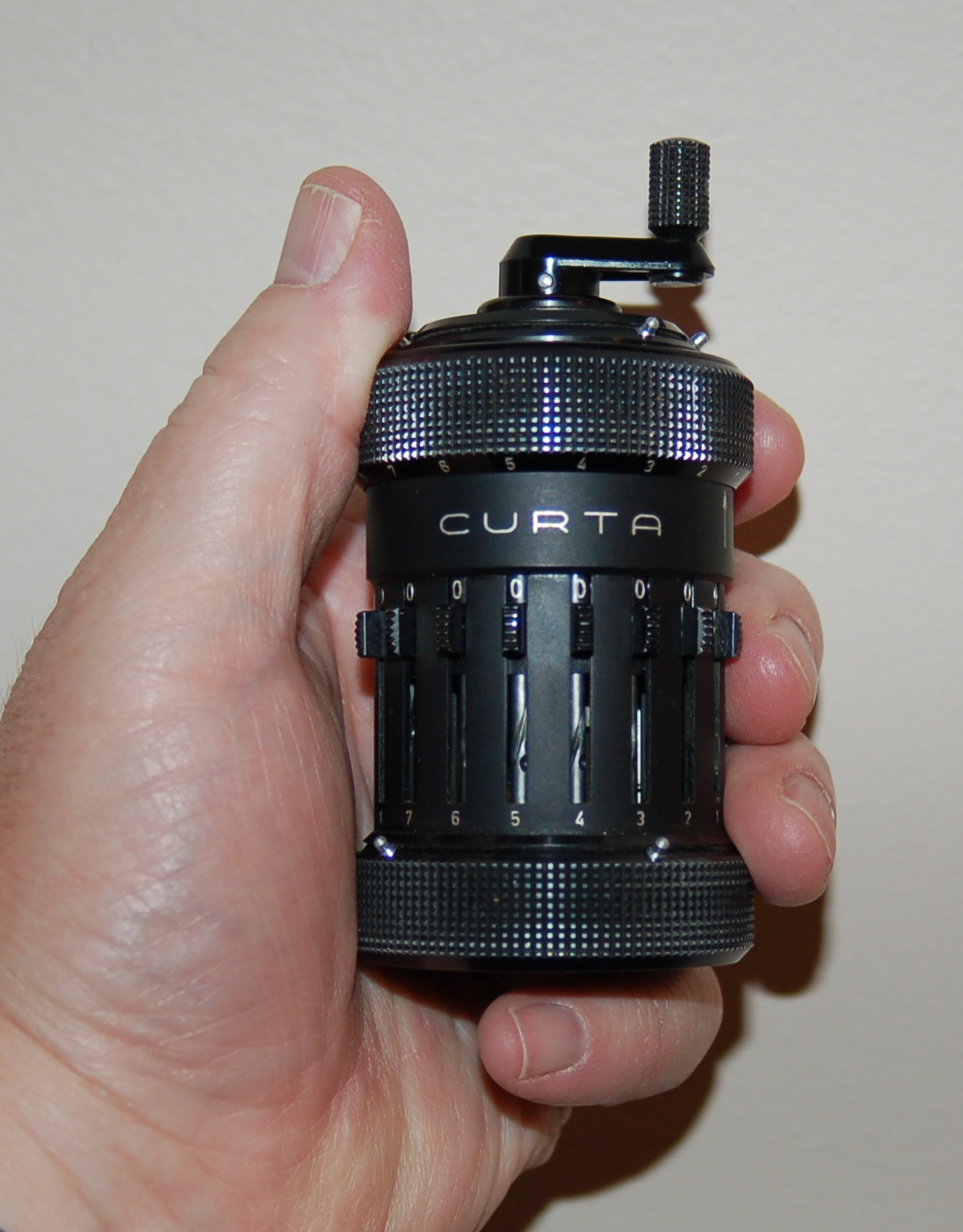
手のひらに収まるクルタ計算機。Type I.

クルタ計算機（クルタけいさんき、Curta calculator）は小型で手回し式の機械式計算機である。非常に小型であることが特長で、その円筒状の筐体は手のひらに収まるほどである。
計算機構の基本的な原理は、オドネルのものや他の多くの機械式計算機などと同様であり、歯車で数値を累算し、加算とその応用で四則演算が可能である。しかし特徴的な点として、他の計算機のような歯車の歯が出入りする機構ではなく、ライプニッツが彼の計算機に採用したものに似た「段付歯車」が使われていることと、逆回転ではなく歯車をずらすことで補数によって減算を行うことなどがある。

## 発明
ユダヤ系オーストリア人のクルト・ヘルツシュタルクが1930年代に基本的な研究開発を行い、基本的な構成は1938年に出願した特許に詳解されている。しかし欧州の時局のために生産と発売に向けた動きは滞り、彼はブーヘンヴァルト強制収容所に収容されてしまい、設計は収容所内で進められた。ヘルツシュタルクは収容所を生き残り、ドイツの敗戦によってふたたび生産への道が開かれた。クルタ計算機はリヒテンシュタインの国策会社Contina AG Maurenによって製造され、1948年に発売された。
クルタ計算機は1970年代に電卓に取って代わられるまで、利用可能なものではもっとも携帯性に優れた計算機であった。

## 動作と使用法

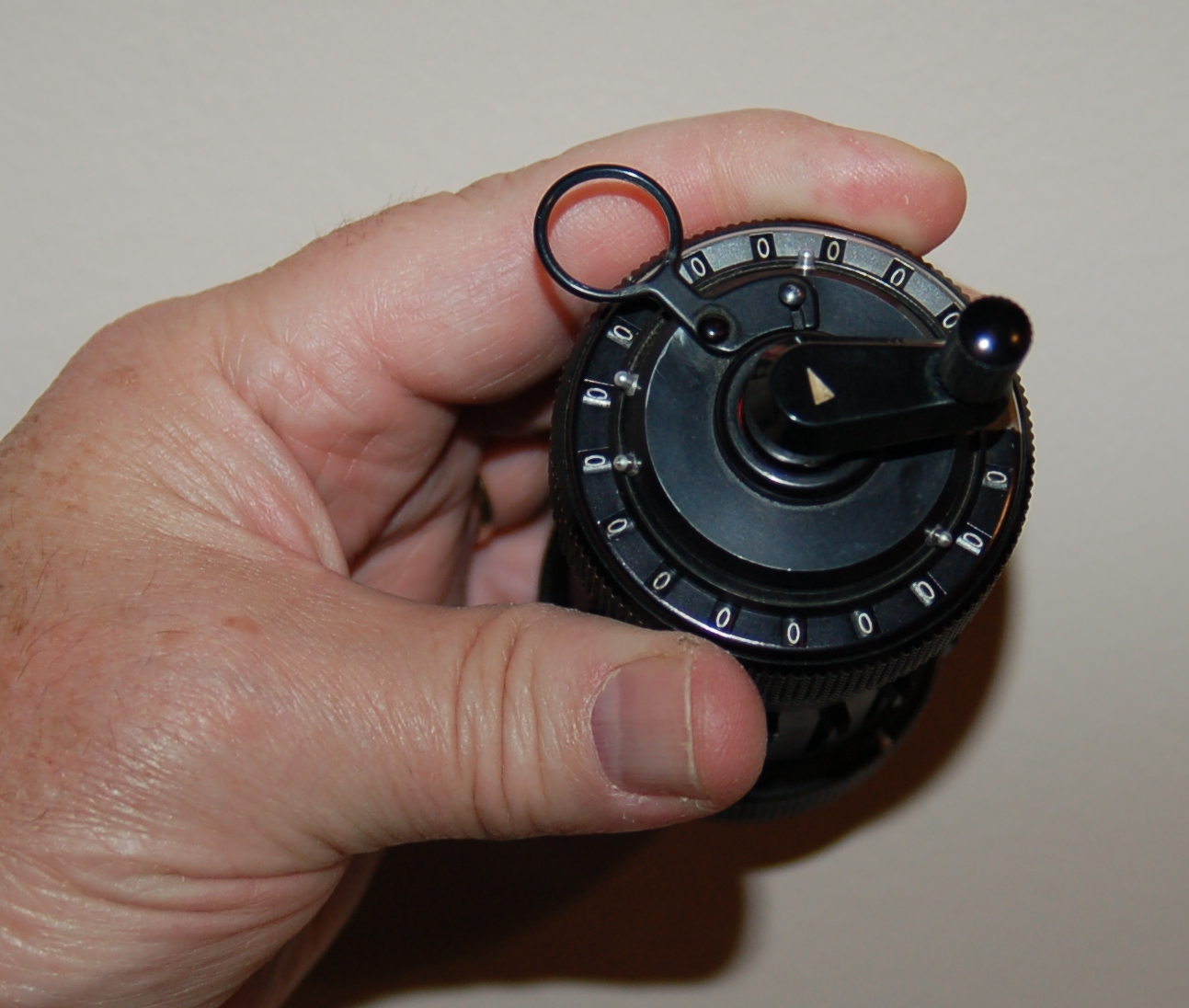
上面

側面の（1桁ごとにある）スライドを使って数を入力する。回転カウンタと結果カウンタが上面に位置している。クランクを1回転すると、入力した数が結果カウンタに足され、回転カウンタを1つ進める。クランクを若干引いてから回転させると、加算の代わりに減算を行う。乗算、除算やその他の機能は一連のクランク操作を必要とする。
クルタ計算機はその特徴的な形と操作方法から、親しみを込めて「コショウ挽き」（Pepper Grinder）と呼ばれる。

## Type IおよびType II
Type Iのクルタ計算機は8桁分のスライドと6桁の回転カウンタ、11桁の結果カウンタを備えていた。商品広告によれば、8オンス（約227グラム）ほどしかなかったという。大きくなったType IIのクルタ計算機が1954年に登場し、11桁分のスライドと8桁の回転カウンタ、15桁の結果カウンタを備えた。
推定14万個のクルタ計算機が製造され、その内8万個がType Iで6万個がType IIであった。

## カーラリーでの使用
1960年代から80年代にかけて、クルタ計算機はラリーの出場者の間で人気を博した。他の用途で電子式計算機が使われるようになってからも、チェックポイントへの時間やコースから外れた距離などの計算の補助のためにTSD（time-speed-distance）ラリーで使われていた。これは初期の電子式計算機がラリーの振動や衝撃に弱かったからである。
紙と鉛筆しか持たない者や、ラリー車の車輪とリンクしたコンピュータを利用する者から、この計算機を使う出場者はよく「クルタ・クランカー」（Curta-cranker）と呼ばれた。

## フィクションに登場するクルタ計算機
クルタ計算機はウィリアム・ギブスンの小説『パターン・レコグニション』のなかに出てくる。作品の中で1人の脇役がクルタ計算機に興味を示す。

## ギャラリー

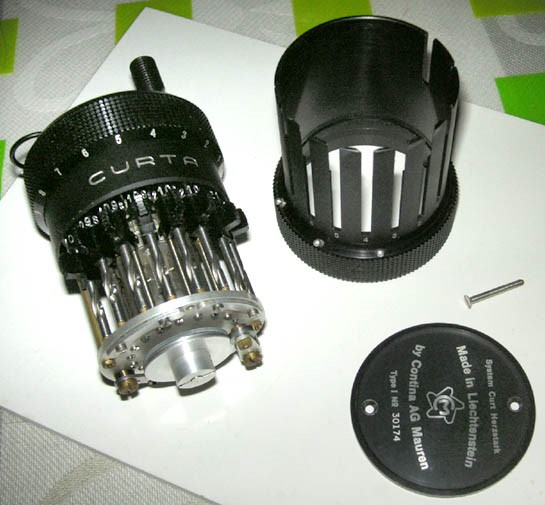
クルタ計算機の一部を分解したところ。スライドと段付歯車が見えている。
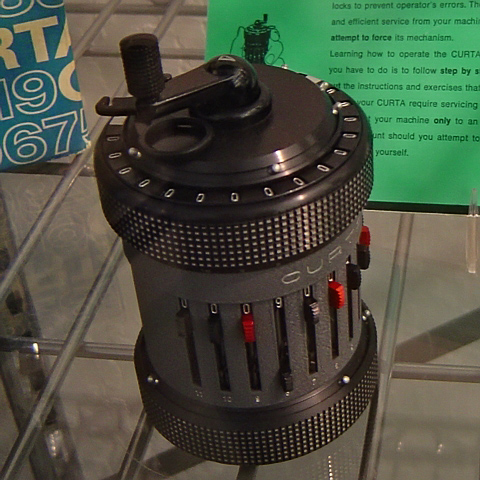
TypeII のクルタ計算機。カリフォルニア州マウンテンビューのコンピュータ歴史博物館所蔵。
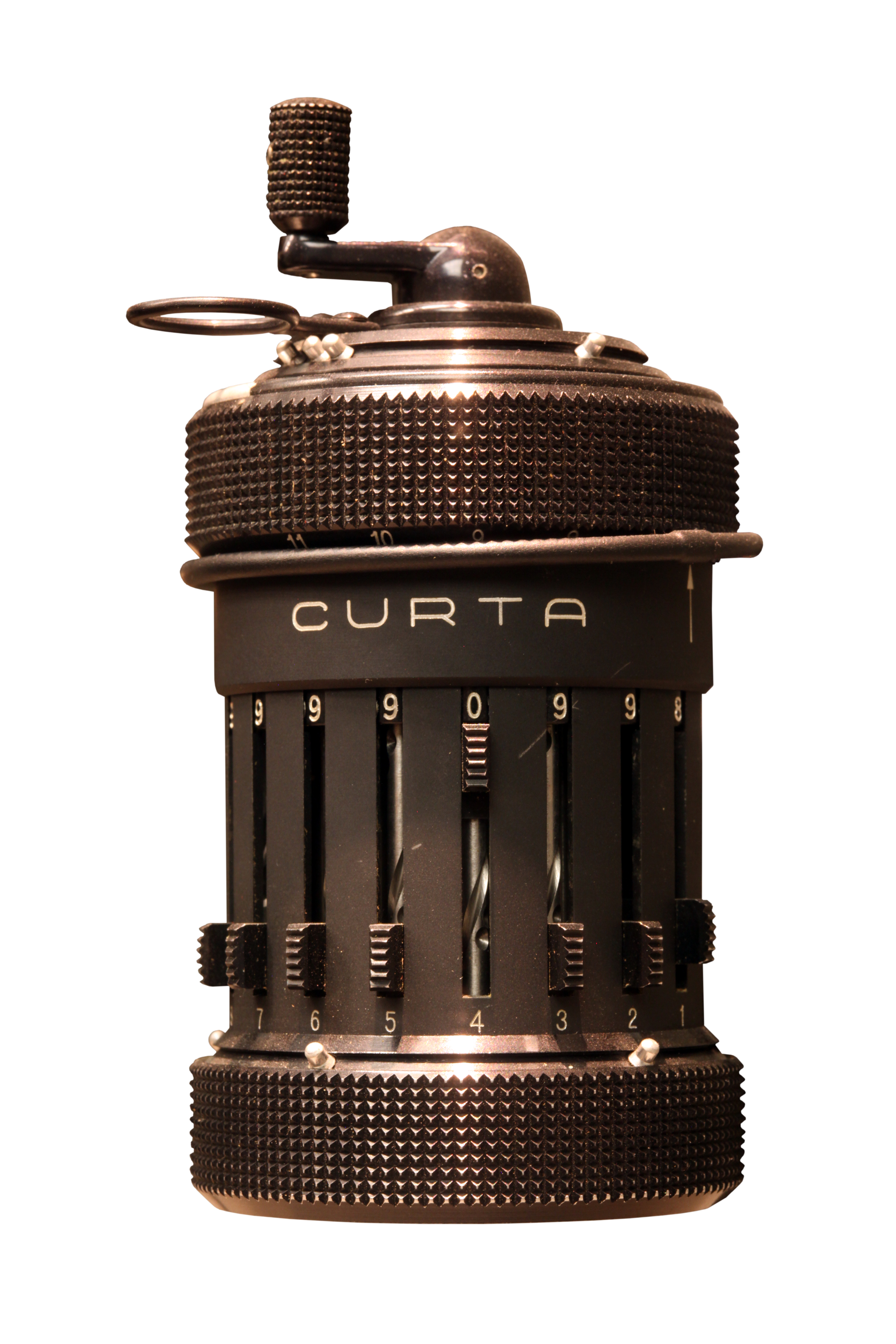
パリの Musée des arts et métiers 所蔵。